# Młynówka Królewska
Młynówka Królewska – sztuczne koryto rzeki Rudawy zbudowane w XIII wieku między Mydlnikami, Bronowicami, Łobzowem a Krakowem. W latach 1903–1966 w większości skanalizowane lub zasypane. Utworzony na jego miejscu park Młynówka Królewska przebiega przez Dzielnicę V Krowodrza oraz VI Bronowice, liczy sobie długość 8 km, średnią szerokość 8 metrów i powierzchnię 18,41 ha.

## Historia
Pierwotne koryto rzeki Rudawy biegło śladem zbliżonym do obecnego od Mydlnik w stronę współczesnych Błoń. Nazywane było później po wybudowaniu Młynówki Królewskiej „Rudawą Wolską” jako własność właścicieli Woli Chełmskiej – późniejszej Woli Justowskiej. Owo koryto rzeki między Bronowicami a Wolą rozdzielało się na trzy nurty: środkowy tworzył liczne rozlewiska na obszarze Błoń bez wyraźnego głównego koryta i z tego powodu był nazywany „Niecieczą”, północny nazywany był „Rudawą” i łącząc swoje wody z Niecieczą wpływał do Wisły w okolicach dzisiejszej ulicy Powiśle, południowy nurt z kolei nazywany był „Rudawką” i prowadził analogicznie jak dzisiejszy nurt Rudawy, uchodząc koło klasztoru ss. Norbertanek do Wisły.
Koryto Młynówki Królewskiej oddzielało się od pierwotnego nurtu Rudawy przy Jazie Królewskim w Mydlnikach w kierunku północno-wschodnim, płynąc przez Bronowice, Łobzów i Piasek i rozdzielając się w rejonie dzisiejszej ulicy Asnyka na trzy nurty, z czego dwa zasilały fosę wokół murów miejskich, opływając Kraków od strony zachodniej, pod Wawelem i wschodniej, łącząc się później w okolicach kościoła św. Idziego, uchodziły do analogicznie nieistniejącego współcześnie koryta Wisły w okolicach ulicy św. Sebastiana. Trzeci nurt kierował się na zachód wzdłuż ulicy Garbarskiej i Krupniczej i łączył się z pierwotnymi korytami Rudawy i Niecieczy opływającymi Błonia.
Budowa nowego, sztucznego kanału Rudawy rozpoczęła się pod koniec XIII wieku. W 1286 roku książę Leszek Czarny wydał dokument zezwalający dominikanom na przeprowadzanie wody z rzeki Rudawy od Mydlnik przez Łobzów do ich krakowskiego klasztoru, w pobliżu którego znalazł się młyn dominikański. Bezpośrednią przyczyną budowy kanału była konieczność napełnienia fos zbudowanych w latach 1286–1287 za czasów Leszka Czarnego fortyfikacji miejskich w sytuacji, kiedy nie były w stanie tego zapewnić ani Wisła - ze względu na zagrożenie spowodowania dużych zniszczeń dla miasta w przypadku powodzi, ani płynący północnymi i wschodnimi obrzeżami miasta Prądnik ze względu na łatwość zdobycia terenów przez które płynął dla ewentualnych najeźdźców. Budowa kanału była wielkim jak na owe czasy przedsięwzięciem inżynieryjnym. W jej ramach wybudowano 15 kilometrów koryta po sztucznie zbudowanej grobli. Przebieg Młynówki Królewskiej pokrywał się z naturalnym ukształtowaniem krawędzi doliny Wisły i Rudawy. Pracami przy budowie kanału kierował młynarz Mikołaj Gerlak. Budowa koryta Młynówki ukończona została w 1330 roku. Wybudowany kanał był zabezpieczony szalunkiem z drewnianych ciosów, a brzegi okładane chrustem, który zapewniał czystość wody. W miejscu, gdzie miało się znaleźć urządzenie podnoszące wodę, brzegi zabezpieczano kasztowaniem, czyli obkładaniem ich drewnianymi ścianami z kłód lub tarcic. Koryto Młynówki Królewskiej było regularnie czyszczone, początkowo przez jeńców tatarskich, później natomiast przez opłacanych pracowników. Nad tymi procesami nadzór sprawował rurmistrz, a także dzierżawcy zlokalizowanych nad kanałem młynów.
W 1304 roku w uznaniu zasług wójtów krakowskich w sprawie budowy nowego, sztucznego kanału Rudawy, Władysław Łokietek wydał przywilej upoważniający ich do budowy młynów nad nowo powstałym akweduktem. Przywilej ten został odebrany przez księcia w 1311 roku, po buncie wójta Alberta, kiedy to książę stał się wyłącznym właścicielem wody płynącej nowym korytem Rudawy. Za względu na rozlokowanie nad kanałem znacznej ilości młynów wodnych, służących do przemiału zboża, ale również takich, które napędzały urządzenia przeznaczone do wyrobu narzędzi i artykułów rzemieślniczych, z czasem sztuczne koryto Rudawy zaczęto nazywać „Młynówką”. Dodany z biegiem czasu do nazwy przymiotnik „królewska” odwoływał się do statusu prawnego, wskazując na właściciela. Początkowo lokowane nad brzegami Młynówki młyny były prostymi urządzeniami w których stosowano koła młyńskie podsiębierne, poruszane tylko siłą prądu rzeki. W XIII wieku zaczęły być wprowadzane do użytku koła nadsiębierne, które zwiększały wydajność dwukrotnie, ale wymagały także budowy sieci „młynówek”, w których woda spiętrzana była za pomocą Jazów. Największymi z młynów usytuowanych nad kanałami Młynówki Królewskiej były:
- Młyn Górny, zlokalizowany na początku dzisiejszej ulicy Łobzowskiej, najprawdopodobniej zbudowany przez budowniczego kanału Młynówki Mikołaja Gerlaka. W 1335 roku król Kazimierz Wielki udzielił jedną trzecią praw do młyna synowi Gerlaka – Bieniaszowi, który sprzedał swoją część praw konwentowi Bożego Ciała na Kazimierzu. W 1769 roku Młyn Górny został przebudowany do postaci murowanej przez Wojciecha Tyrankiewicza i Jana Hermana i w tej formie był użytkowany do początków XX wieku, kiedy to został przekształcony na skład mąki i budynek mieszkalny.
- Młyn Dolny, powstały po potopie szwedzkim w 1658 roku, na Garbarach w rejonie dzisiejszych ulic Czystej i Dolnych Młynów, zbudowany przez Hieronima Wierzbowskiego, wielkorządcę krakowskiego celem pomnożenia dochodów królewskich. Był wyposażony w osiem kół mącznych i dwa stępne do wyrobu kaszy. Przebudowany w II połowie XVIII wieku, spłonął podczas wielkiego pożaru Krakowa w lipcu 1850 roku, odbudowany po tym wydarzeniu pracował do 1939 roku.
- Młyn Kutlowski, usytuowany nad wschodnim ramieniem Młynówki Królewskiej. Nazywany był także młynem Gerlaka, jako że król Kazimierz Wielki w 1333 roku nadał Mikołajowi Gerlakowi, a następnie jego synowi Bieniaszowi jedną trzecią praw do młyna w uznaniu zasług przy budowie kanału Rudawy. Młyn Kutlowski funkcjonował dla potrzeb piwowarów i karczmarzy, którzy to mełli w nim słód dla swoich potrzeb. Nazwa pochodzi od słowa „kuttelhof” – oznaczającego w języku staroniemieckim miejsce składowania odpadów z rzeźni. W tym miejscu od czasów średniowiecza były lokowane rzeźnie, a cech rzeźników bronił pobliskiej Bramy Mikołajskiej. W przybliżonej lokalizacji młyna w drugiej połowie XIX wieku, przy ulicy Westerplatte 18 został zbudowany Dom Cechu Rzeźników i Masarzy, nazywany „Na Kotłowem”, od spolszczonej nazwy wyrazu „kuttelhof”. Młyn funkcjonował do czasu najazdu szwedzkiego, podczas którego zniszczone zostało koryto rzeki, którego już nigdy nie odbudowano[1].

W okresie największej aktywności, Młynówka Królewska spełniała wiele funkcji gospodarczych. Jej wody zasilały ogrody Pałacu Królewskiego w Łobzowie oraz za pośrednictwem kanału bronowickiego, łączącego Młynówkę z Rudawą Wolską bronowicką szlifiernię – późniejszą Hamernię i młyn bronowicki. W miejscu, w którym kanał bronowicki oddzielał się od głównego nurtu Młynówki Królewskiej w 1533 roku król Zygmunt Stary zarządził zbudowanie żłobu, czyli urządzenia do regulacji przepływu wody. W 1399 roku wybudowano w Krakowie nowoczesne na tamte czasy wodociągi i rurmus, czyli budynek o kształcie podobnym do młyna w którym zainstalowane były urządzenia do podnoszenia wody: koło młyńskie, wprawiające w ruch szereg konwi, które nabierały wodę i wylewały ją do drewnianych skrzyń, z których woda wpływała do wytworzonych z pni sosnowych rur wodociągu o długości dwóch metrów i przekroju 25 centymetrów, które były łączone metalowymi obręczami (tzw. „buksami”). Miejsce łączenia rur uszczelniano smołą i mchem. W ten sposób zbudowane rurociągi transportowały wodę do zlokalizowanych w kilku punktach w mieście rząpi. Woda lała się z nich za pomocą przepustnicy w formie wprawionej w słup rurki, z której mieszkańcy pobierali wodę. Majętni mieszczanie budowali sobie również prywatne odgałęzienia sieci wodociągowej, prowadzące do wybranych kamienic. W XVI wieku ten system stawał się coraz bardziej niewystarczający i odczuwano wówczas niedostatek wody. Wobec zaistniałej sytuacji rada miejska na początku XVI wieku podjęła regulacje dotyczące ograniczenia zużycia wody, co spotkało się ze sprzeciwem ze strony pospólstwa. Od 1533 roku, za sprawą dodatkowego spiętrzenia wody pod Wawelem rurmus dostarczał również wodę do komnat na Zamku Królewskim na Wawelu. Ten system zasilający miasto w wodę pitną został zniszczony podczas działań obronnych miasta w trakcie najazdu szwedzkiego w latach 1655–1657. W rezultacie krakowianie aż do początków XIX wieku zaopatrywali się w wodę jedynie ze studzien.
Proces likwidacji Młynówki Królewskiej jako systemu dróg wodnych rozpoczął się w czasie potopu szwedzkiego. Duża część kanałów – w tym wschodni z Młynem Kutlowskim oraz system wodociągów i rurmus uległy znacznej dewastacji i nie zostały już później przywrócone do dawnego stanu używalności. W pierwszej połowie XIX wieku zlikwidowano mury miejskie i pozostałości fosy, zasilanej przez odnogę Rudawy, a następnie założono na ich miejscu Planty, co zatarło ślady istnienia tych nurtów Młynówki. Pozostało jedynie koryto, prowadzące wzdłuż ulic Garbarskiej, Krupniczej i Retoryka do Wisły. W drugiej połowie XIX wieku w produkcji siły napędowej para zaczęła zastępować koła młyńskie, co spowodowało dalszy spadek znaczenia Młynówki i położonych nad nią młynów. Na początku XX wieku wskutek rozwoju miasta skanalizowano odcinek Młynówki Królewskiej od ulicy Garncarskiej do ulicy Wolskiej (obecnie Piłsudskiego). Po powodzi w 1903 roku, która spowodowała wielkie zniszczenia w rejonie Nowego Światu w sąsiedztwie biegu Młynówki, podjęte zostały decyzje o dalszym konsekwentnym kanalizowaniu lub zasypywaniu jej nurtu. W 1912 roku został odbudowany młyn bronowicki, co było jedną z ostatnich inwestycji wodnych z wykorzystaniem sił napędowych nurtu Młynówki Królewskiej. W latach 20. XX wieku zasypano odcinki kanału Młynówki przy ulicy Łobzowskiej, Garbarskiej i Krupniczej. W 1930 roku rozebrano Młyn Górny, a w 1939 Młyn Dolny. W 1934 roku w młynie bronowickim zastosowano napęd elektryczny. Wszystkie te przeobrażenia spowodowały, że od lat 30. Młynówka Królewska stała się właściwie bezużyteczna. W latach 1964–1966 zasypano koryto Młynówki między Bronowicami Małymi, a Krowodrzą i Alejami Trzech Wieszczów. Do dzisiaj z dawnej odnogi rzeki Rudawy zachował się jedynie odcinek zachodni, położony w słabo zurbanizowanym obszarze między zaporą na Rudawie w Mydlnikach, a ulicą Filtrową.
W połowie XX wieku Młynówka Królewska znalazła jeszcze jedno zastosowanie. W związku z pogarszającym się stanem czystości wody w Wiśle, władze miasta zdecydowały się budować nowe ujęcia wody pitnej dla Krakowa na pozostałych rzekach. W 1955 roku wybudowano Zakład Uzdatniania Wody „Rudawa” przy ulicy Filtrowej. Surowa woda dla potrzeb zakładu uzdatniania była pobierana na jazie w Mydlnikach, który do tego czasu pełnił funkcję głównie spiętrzania wody dla wprowadzenia jej do kanału Młynówki Królewskiej. W dawnym korycie Młynówki skonstruowano ujście awaryjne. W latach 1987–1997 zbudowano w Mydlnikach nowe zbiorniki retencyjne, z których od tego momentu pobierana jest woda do zakładu uzdatniania, a ujęcie przy jazie stało się ujęciem rezerwowym. Od tego czasu dawny kanał Młynówki nie pełni już żadnych funkcji gospodarczych.

## Park miejski
Na początku lat 90. XX wieku Rady Dzielnic V i VI rozpoczęły szereg działań związanych z rewitalizacją terenów dawnej Młynówki Królewskiej. W 1992 roku obie Rady Dzielnic podjęły uchwałę o ochronie terenów Młynówki wraz z istniejącą zielenią parkową. w 1993 roku Młynówka Królewska została ujęta w ramach ogólnego planu zagospodarowania przestrzennego Miasta Krakowa jako obszar Miejskiej Zieleni Publicznej. W 1995 roku Rada Dzielnicy VI włączyła do swoich zadań budowę parku historyczno-krajobrazowego „Młynówka Królewska”. Zadanie to zatwierdziła uchwałą Rada Miasta Krakowa, a budowa parku została wpisana do planu gospodarczego miasta na lata 1996–2001. W 1996 roku Wydział Ochrony Zabytków zlecił wykonanie „Studium Programowo-Przestrzennego Młynówki Królewskiej”, które się stało podstawą projektu utworzenia Parku Młynówka Królewska. W 1997 roku rozpoczęto urządzanie parku od odcinka Młynówki Królewskiej z zachowanym korytem między zaporą na Rudawie, a ulicą Na Błonie. Uporządkowano w tym miejscu wtedy drzewostan, wycinając drzewa obumarłe i chore, w których miejsce nasadzono nowe, a celem utrzymania przy życiu istniejącej roślinności wilgociolubnej nawodniono teren. W 1998 roku zamontowano oświetlenie wzdłuż traktu spacerowego między ulicą Piastowską a ulicą Młodej Polski, a także unowocześniono dwa place zabaw i ustawiono nowe elementy małej architektury. Wzdłuż ciągu spacerowego została zbudowana droga rowerowa.
Park Młynówka Królewska można podzielić na różniące się od siebie odcinki. Pierwszy fragment, ciągnący się od zapory w Mydlnikach do ulicy Filtrowej jest jedynym utrzymanym w stanie naturalnym wraz z zachowanym korytem Młynówki. Obszar ten cechuje się bogactwem flory i fauny. Został zagospodarowany w charakterze ścieżki spacerowej w większości bez utwardzonej nawierzchni z małą architekturą. Przez ten odcinek poprowadzony został czerwony szlak turystyczny prowadzący do Lasu Wolskiego i Pasma Sowińca. Drugi fragment znacząco różni się od wcześniej opisanego i prowadzi od ulicy Filtrowej wzdłuż ulicy Zarzecze, przecinając ulicę Armii Krajowej, Przybyszewskiego, Młodej Polski do ulicy Piastowskiej i Podchorążych. Jest to odcinek w całości urządzony jako ciąg spacerowy ze ścieżką rowerową, poprowadzony zgodnie z dawnym nurtem Młynówki Królewskiej. Na tym fragmencie znajdują się place zabaw, ławki, a także zagospodarowana zieleń parkowa wysoka i niska. Wzdłuż traktu spacerowego zaznaczono pas ciemną kostką brukową, który ukazuje dawny bieg Młynówki. Trzeci fragment prowadzi od ulicy Podchorążych, przecinając aleję Kijowską, wzdłuż alei Grottgera po Aleje Trzech Wieszczów. Jest to odcinek mniej atrakcyjny turystycznie i w mniejszym stopniu uczęszczany niż ten między ulicą Na Błonie a ulicą Podchorążych. Urządzanie parku na tym fragmencie przebiegało mniej intensywnie niż w Bronowicach ze względu na kłopoty związane z wykupem działek od prywatnych właścicieli.
Dnia 1 lipca 2009 roku uchwałą Rady Miasta Krakowa terenom zielonym usytuowanym na obszarze Dzielnic V i VI od Alei Trzech Wieszczów, wzdłuż alei Grottgera, ulic Podchorążych do ulicy Piastowskiej i dalej w kierunku ulicy Armii Krajowej, wzdłuż ulicy Zarzecze do ulicy Na Błonie i wzdłuż ulic Filtrowej i Zygmunta Starego do ulicy Zakliki z Mydlnik i Kurozwęckiego nadano nazwę „Park Młynówka Królewska”.

## Flora i fauna
Pod względem przyrodniczym Park Młynówka Królewska można podzielić na dwa, całkowicie odmienne względem siebie odcinki. Pierwszy fragment między zaporą w Mydlnikach a ulicą Filtrową jest najbardziej różnorodny pod względem flory i fauny. Jest to też jedyny odcinek, gdzie zachowało się koryto Młynówki, w którym okresowo płynie woda. W składzie gatunkowym roślin przeważają gatunki wilgociolubne. Wśród drzew najpowszechniejsze są częściowo nasadzone przez człowieka olsze czarne i wierzby kruche, z których najstarsze mają ponad 100 lat, z kolei obwód ich pnia liczy do 300 cm. Z biegiem czasu te drzewa zamierają ze starości, po czym ich spróchniałe pnie są idealnym środowiskiem dla siedlisk wielu gatunków owadów oraz ptaków. Innymi gatunkami drzew występującymi na tym obszarze są lipa drobnolistna, klon zwyczajny, klon jawor, brzoza omszona, brzoza brodawkowata, topola czarna, robinia akacjowa, jesion wyniosły, a także wiązy i graby. Wśród gatunków krzewów występują czeremcha zwyczajna, śliwa tarnina, bez i jarząb pospolity. Nad kanałem Młynówki występują także pnącza, m.in. chmiel zwyczajny i kielisznik zaroślowy. Rosną tu również mozga trzcinowata, mietlica rozłogowa, rzeżucha gorzka, pałka, mięta długolistna i niezapominajka błotna. Do doliny Młynówki Królewskiej przedostały się także drzewa i krzewy owocowe i ozdobne z sąsiednich działek i ogródków m.in. jabłoń, wiśnia ptasia, grusza czy orzech włoski. Fragment między ulicą Zakliki a Mydlnik a ulicą Filtrową charakteryzuje się także różnorodnością fauny jak np. zające, wiewiórki pospolite, sarny, nietoperze i lisy rude. Gniazdują tu również gatunki ptaków m.in. sikory, wróble, szpak zwyczajny, kos, szczygieł, sroka zwyczajna oraz rzadziej spotykane sójka zwyczajna, kukułka zwyczajna, grzywacz, bażant zwyczajny, słowik szary, kwiczoł, kuropatwa zwyczajna i kaczka krzyżówka. Występują tu także jaszczurka zwinka, jaszczurka zielona i zaskroniec zwyczajny.
Drugi fragment między ulicą Filtrową a Alejami Trzech Wieszczów uległ zmianie stosunków wodnych z powodu zasypania koryta Młynówki Królewskiej. Wcześniejsza roślinność wilgociolubna z biegiem czasu wymarła i została zastąpiona gatunkami drzew typowymi dla miejskiego parku. Na odcinku od ulicy Filtrowej do ulicy Piastowskiej uchowały się pojedyncze stare drzewa z okresu przed likwidacją kanału Młynówki, m.in. wiązy, wierzby i olsze czarne. W tym miejscu podczas zagospodarowywania Parku Młynówka Królewska wprowadzono gatunki drzew, jak topola włoska, brzoza brodawkowata, miłorząb dwuklapowy, gatunki krzewów, m.in. porzeczka złota, żylistek szorstki, tawuła japońska, tawuła szara, tawuła van Houtte’a, róża pomarszczona, kalina koralowa, pnącza jak np. winobluszcz pięciolistkowy, rdestówka Auberta, powojnik pnący oraz byliny ozdobne takie jak barwinek pospolity, nawrot purpurowy, lawenda wąskolistna i rudbekia błyskotliwa. Występuje tu również czeremcha zwyczajna. Na odcinku od ulicy Piastowskiej do Alej Trzech Wieszczów zostały zatarte praktycznie wszystkie ślady po płynącym tu niegdyś cieku, włącznie z pierwotną wilgociolubną florą. Na tym odcinku nasadzono drzewa i krzewy charakterystyczne dla parków miejskich. Faunę fragmentu Parku Młynówka Królewska między ulicą Filtrową a Alejami Trzech Wieszczów stanowią gatunki typowo występujące na terenach miejskich jak np. kuna leśna i szczur wędrowny oraz gatunki ptaków m.in. szpak, kos, sierpówka, sroka, a także rzadziej spotykane modraszka zwyczajna, sikora uboga i bogatka zwyczajna.

## Przebieg
Młynówka Królewska oddzieliwszy się od Rudawy w Mydlnikach, płynęła wzdłuż następujących dzisiejszych ulic:
1. ulica Zygmunta Starego
2. ulica Filtrowa
3. ulica Zarzecze
4. ulica Jadwigi z Łobzowa
5. ulica Podchorążych (odcinek)
6. aleja Artura Grottgera
7. ulica Łobzowska
8. ulica Garbarska
9. ulica Krupnicza (odcinek)
10. ulica Wenecja
11. ulica Retoryka

Taki przebieg rzeki tłumaczy pochodzenie nazw ulic: Zarzecze, Garbarska (od garbarzy), Wenecja, Dolnych Młynów.

## Galeria

Park Młynówka Królewska
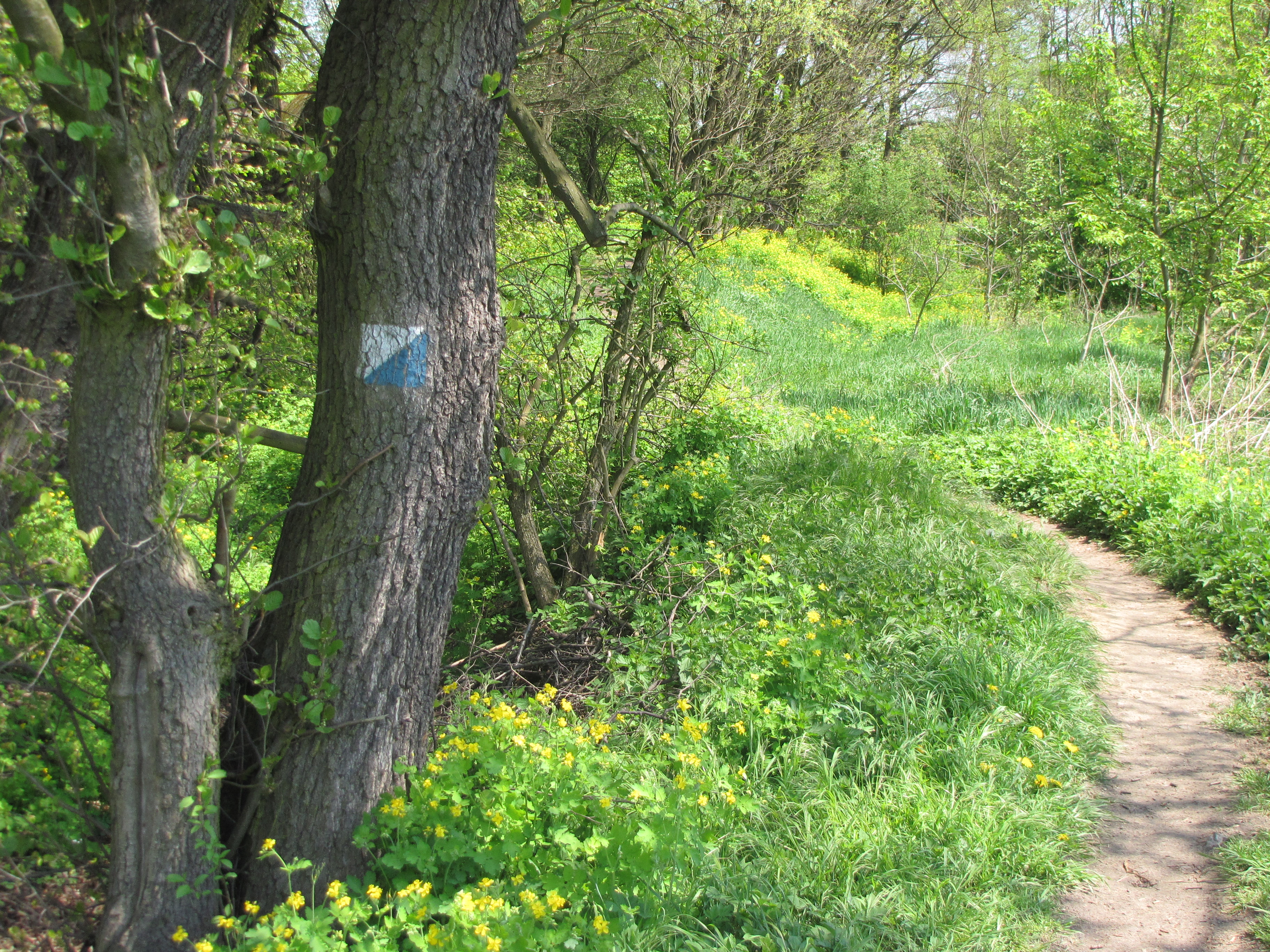
Półdziki fragment na wschód od Mydlnik
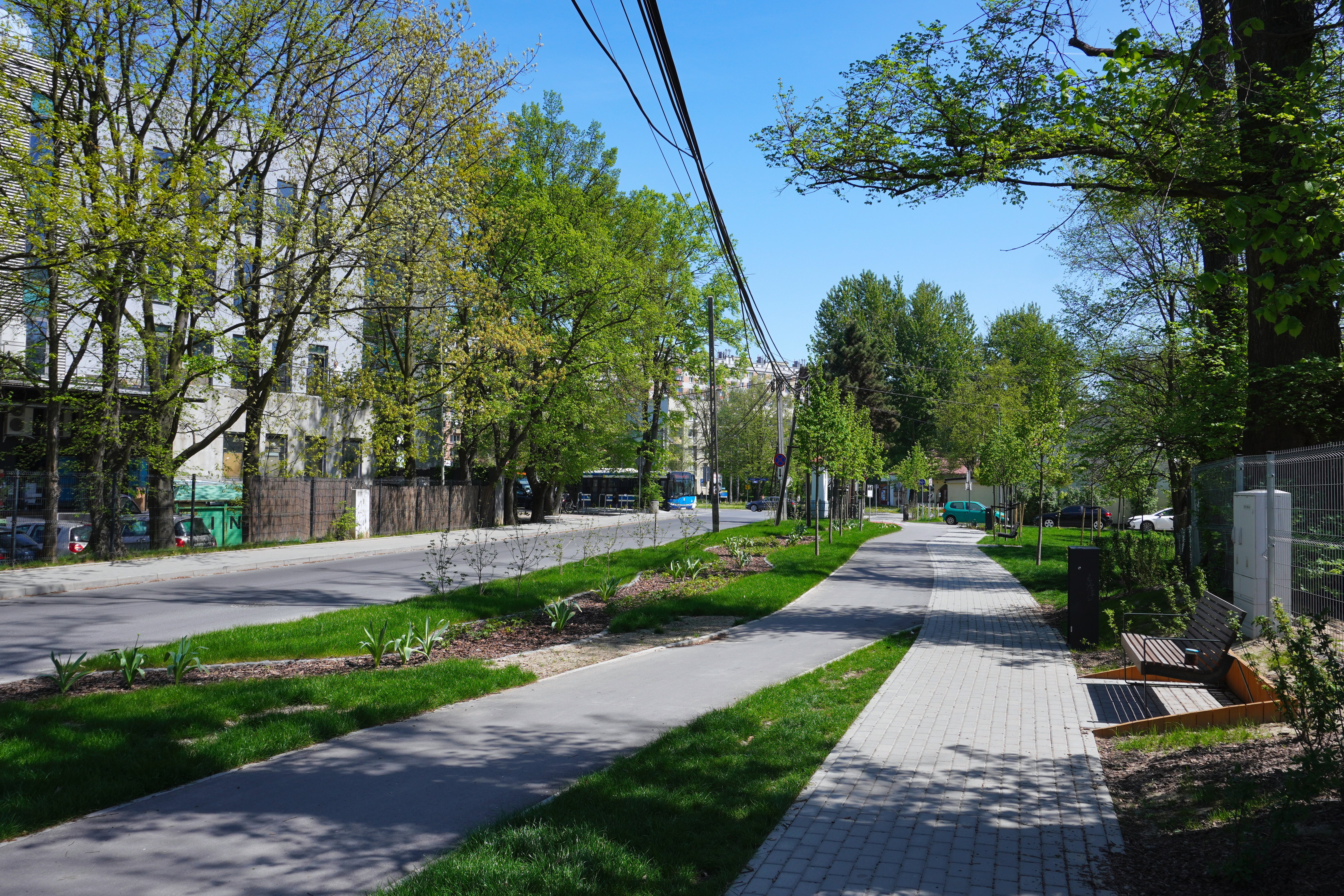
Młynówka Królewska wzdłuż ulicy Filtrowej
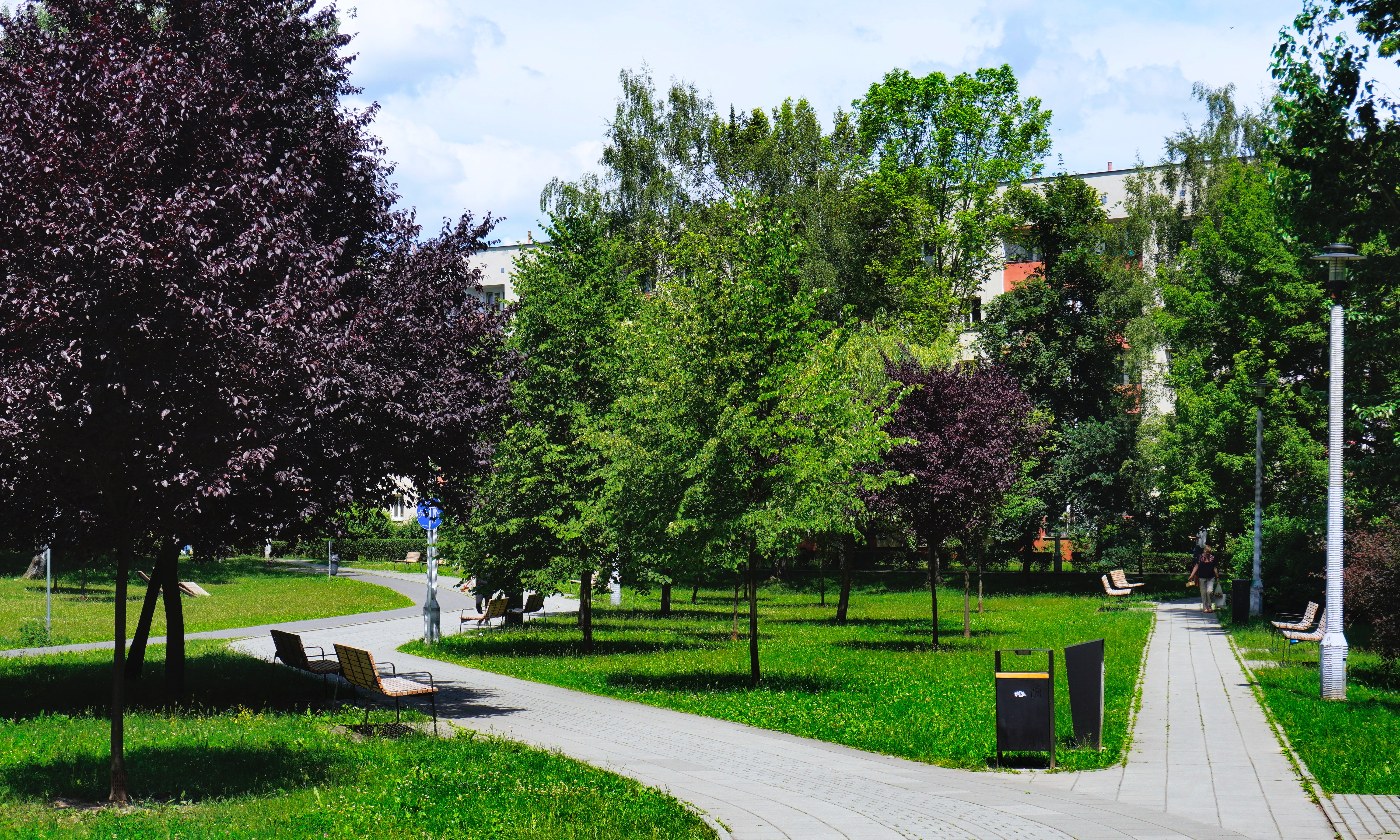
Młynówka Królewska na osiedlu Bronowice Nowe
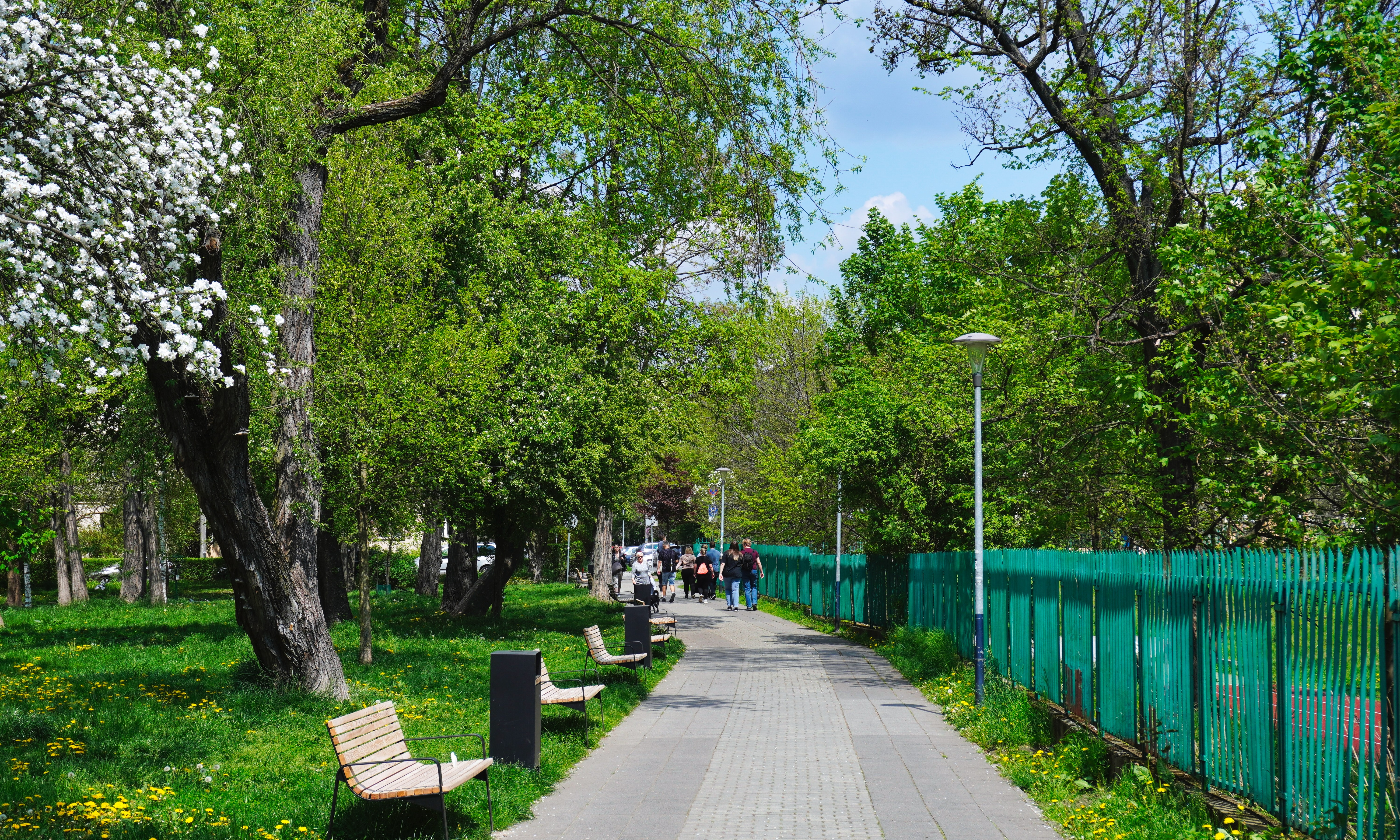
Młynówka Królewska w rejonie ulicy Lucjana Rydla
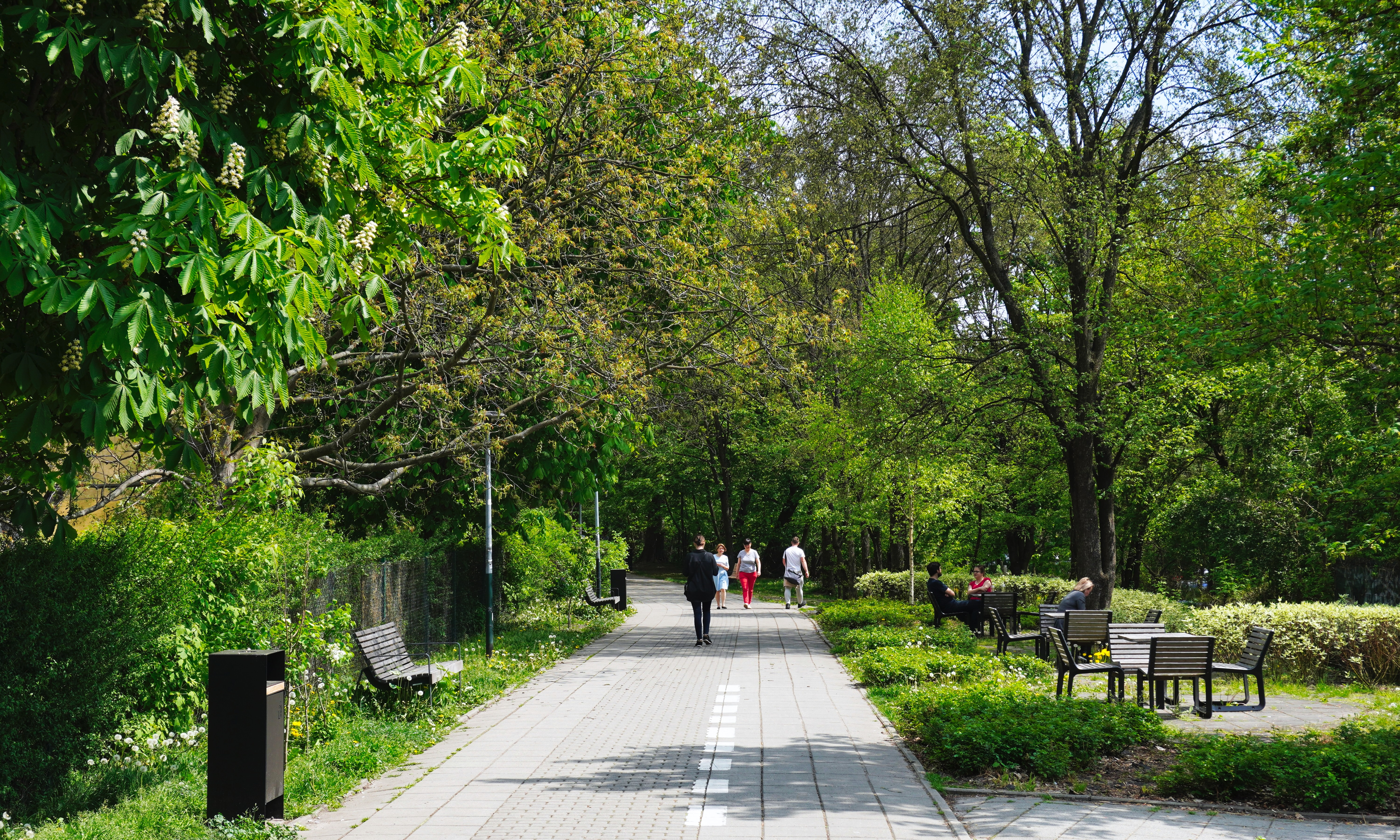
Młynówka Królewska w rejonie ulicy Młodej Polski
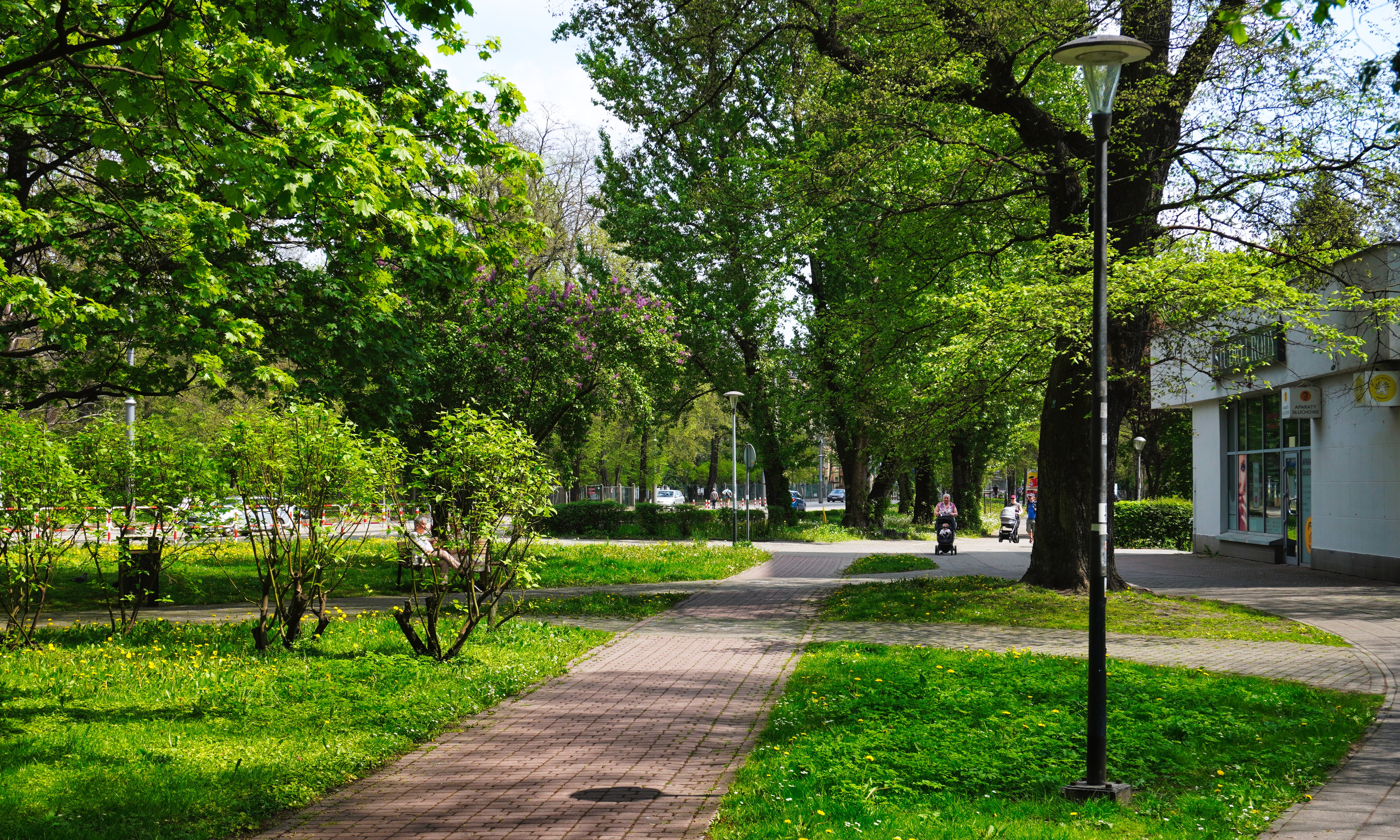
Młynówka Królewska w rejonie ulicy Podchorążych
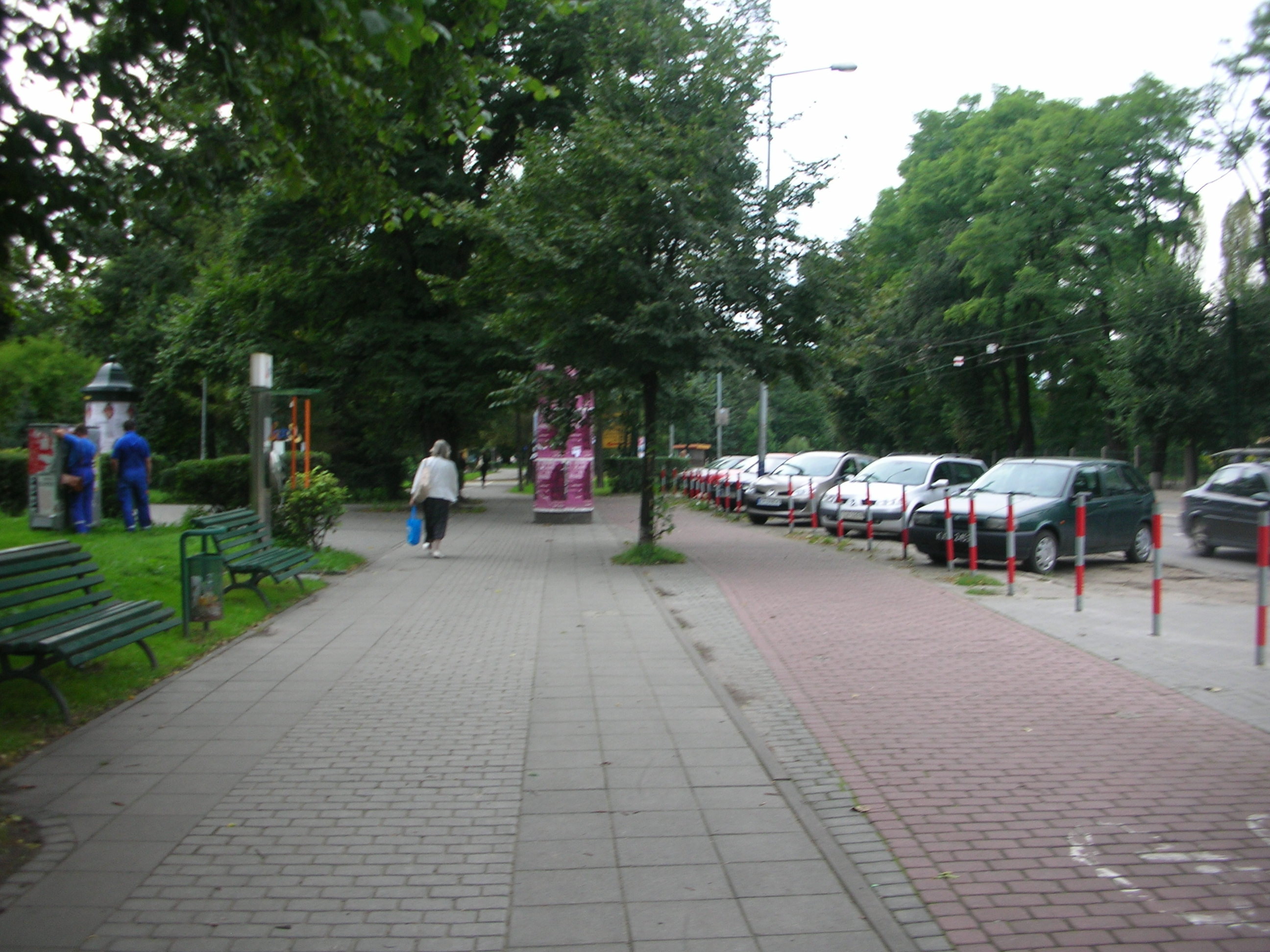
Młynówka Królewska przy ulicy Podchorążych (2010)
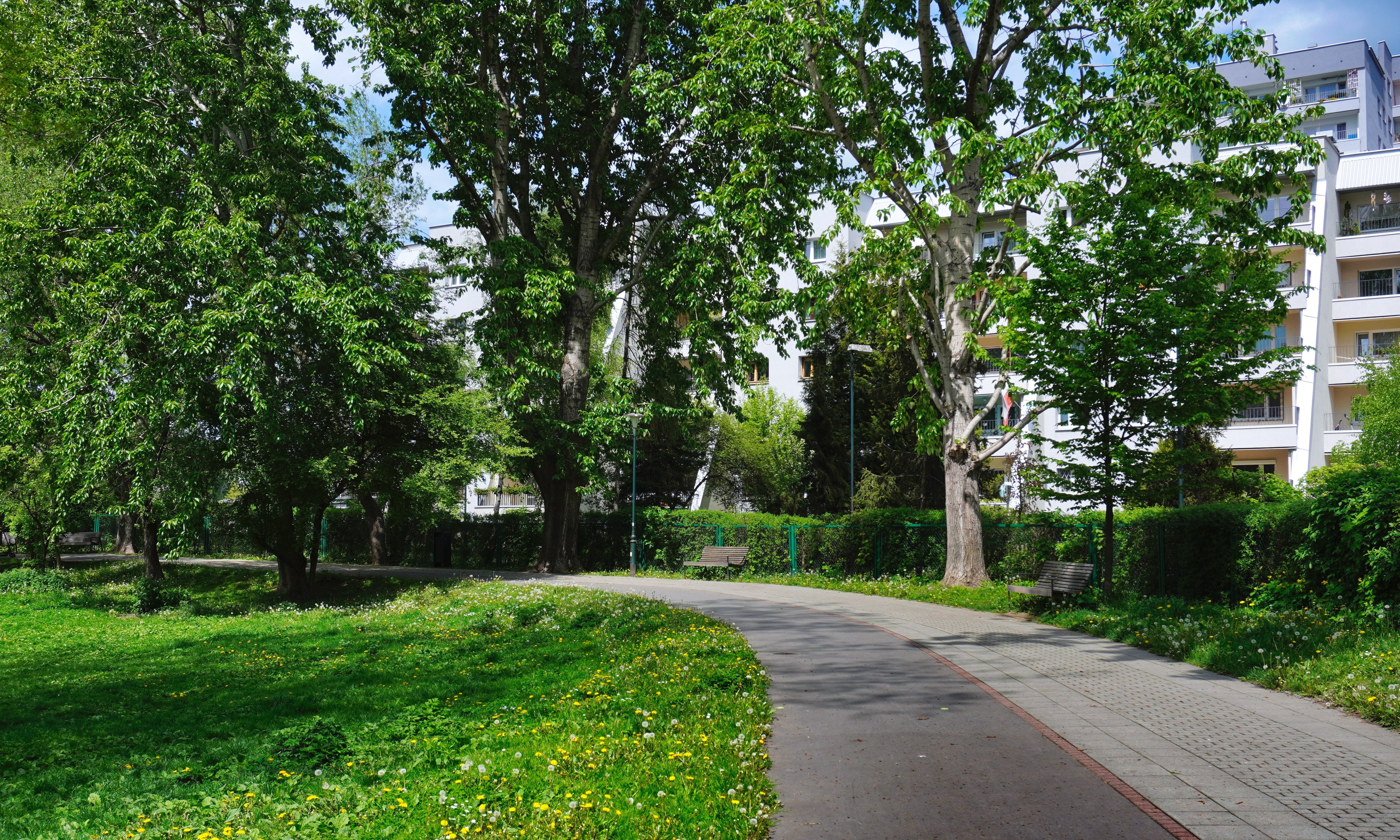
Młynówka Królewska w rejonie alei Kijowskiej
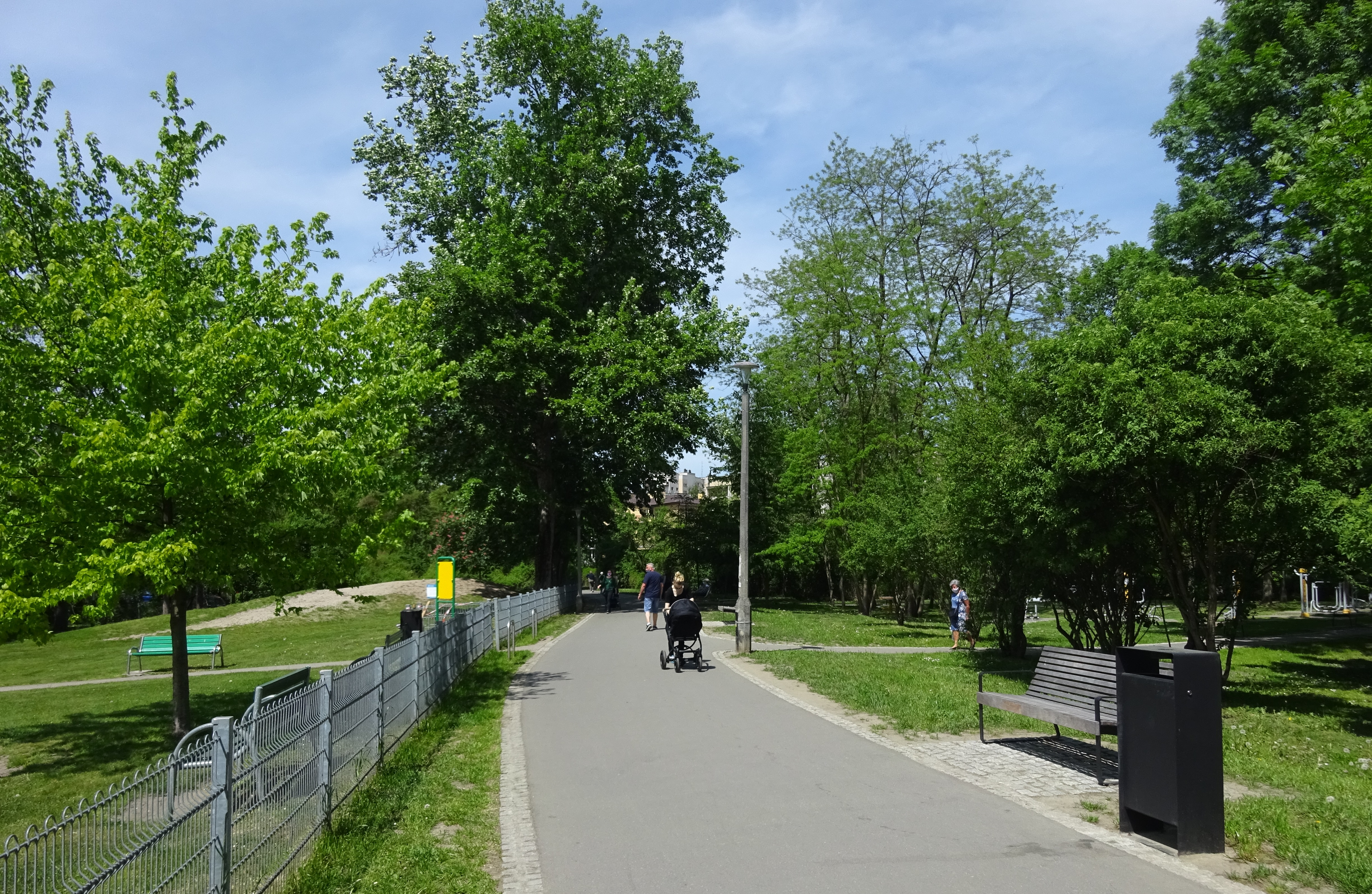
Młynówka Królewska w okolicach ulicy Urzędniczej, widok na zachód
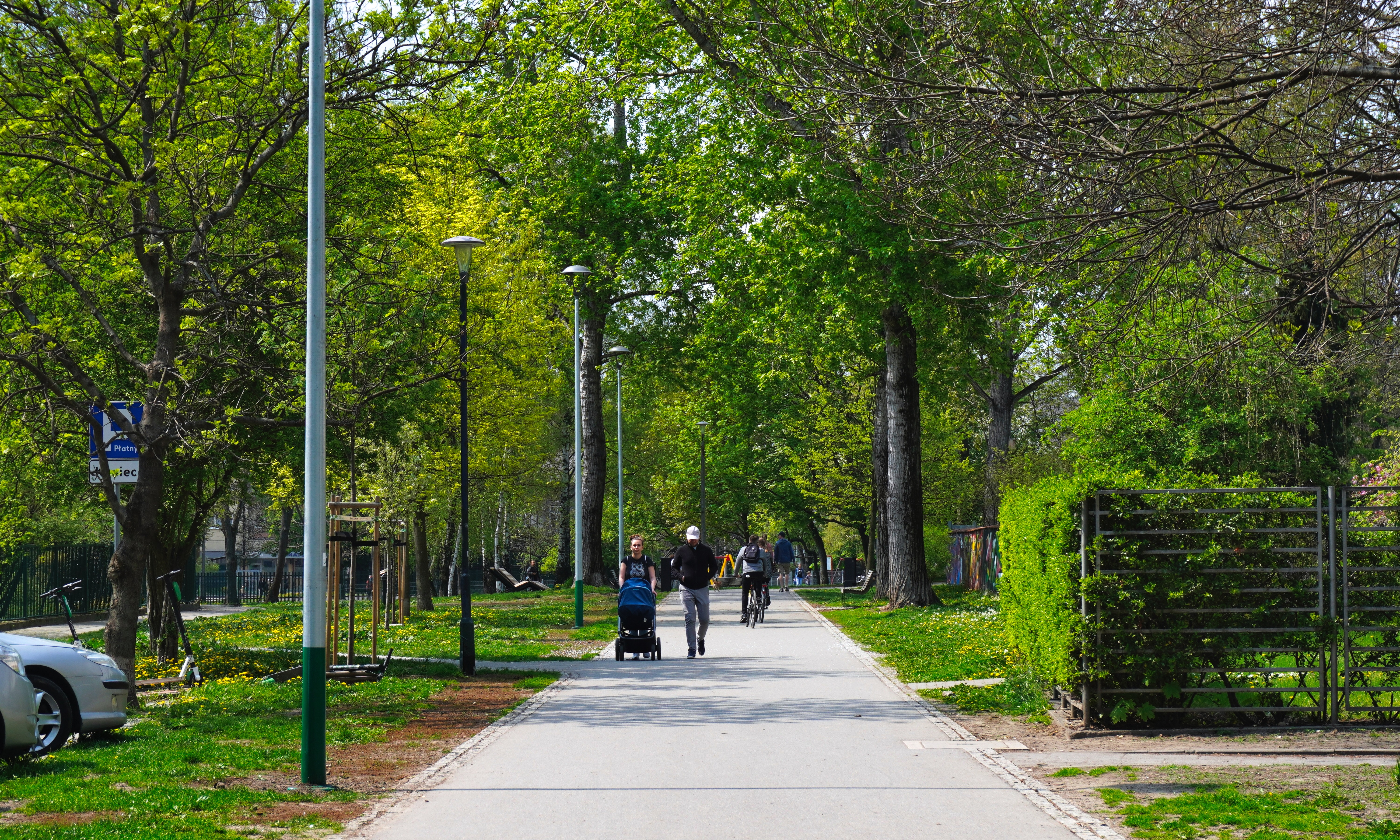
Młynówka Królewska – widok od ulicy Rzecznej na zachód
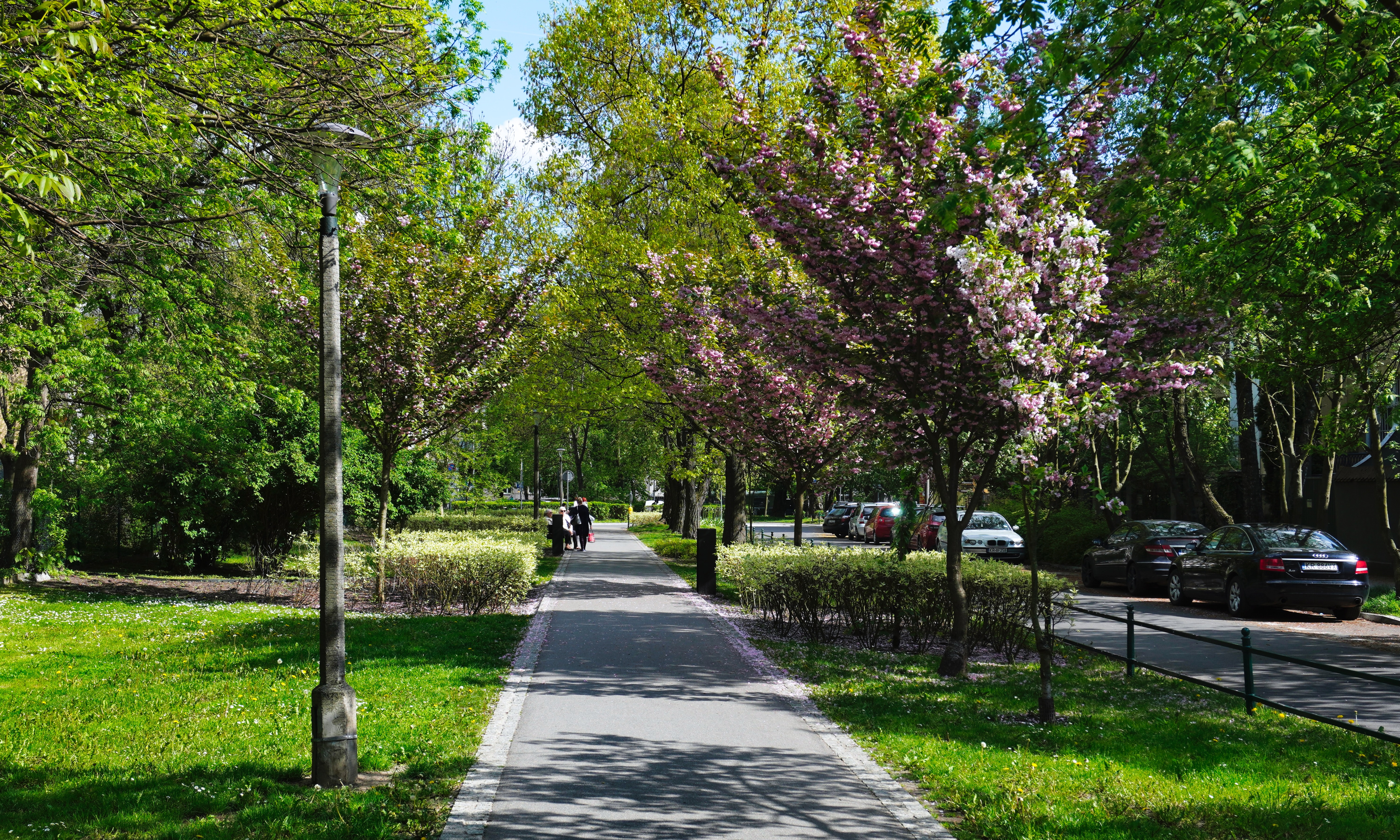
Młynówka Królewska wzdłuż alei Artura Grottgera
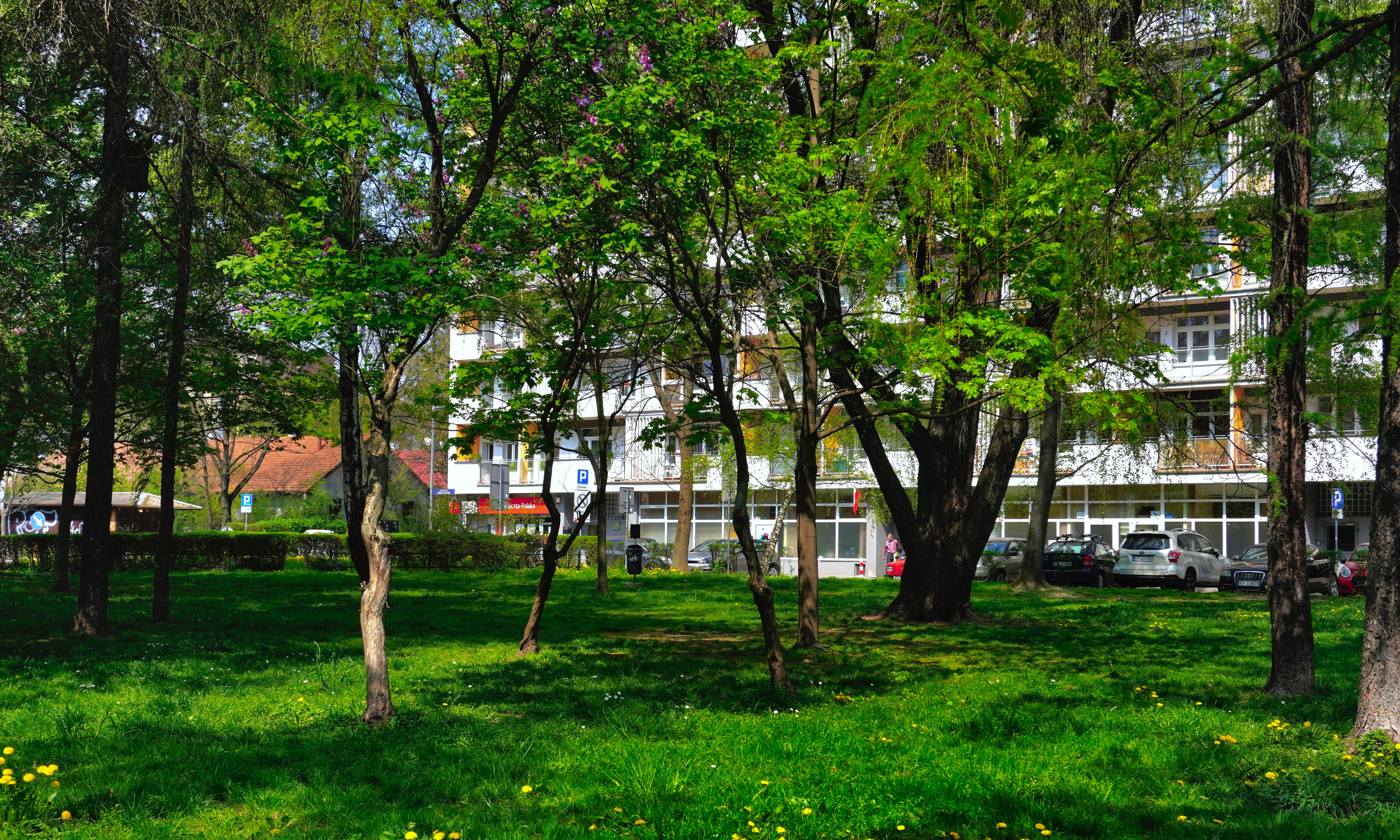
Młynówka Królewska – skwer w rejonie ulicy Gzymsików